# گیلدا رادنر
گیلدا رادنر (انگلیسی: Gilda Radner; ۲۸ ژوئن ۱۹۴۶ – ۲۰ مهٔ ۱۹۸۹) یک هنرپیشه اهل ایالات متحده آمریکا بود. وی بین سال‌های ۱۹۷۳ تا ۱۹۸۹ میلادی فعالیت می‌کرد.
از فیلم‌ها یا برنامه‌های تلویزیونی که وی در آن نقش داشته‌است می‌توان به زن سرخ‌پوش، آخرین مأموریت اشاره کرد.